# Totally Under Control
Totally Under Control ist ein Dokumentarfilm von Alex Gibney, Ophelia Harutyunyan und Suzanne Hillinger,
der im Oktober 2020 von Neon als Video-on-Demand und bei Hulu veröffentlicht wurde.

## Inhalt
Der Film zeigt anhand von Nachrichtenmaterial und Interviews mit Experten und Whistleblowern der Regierung, wie diese jede Gelegenheit verpasst hat, entweder das Eindringen des Coronavirus in die USA oder dessen Ausbreitung zu verhindern.

## Produktion

### Stab und Filmaufbau

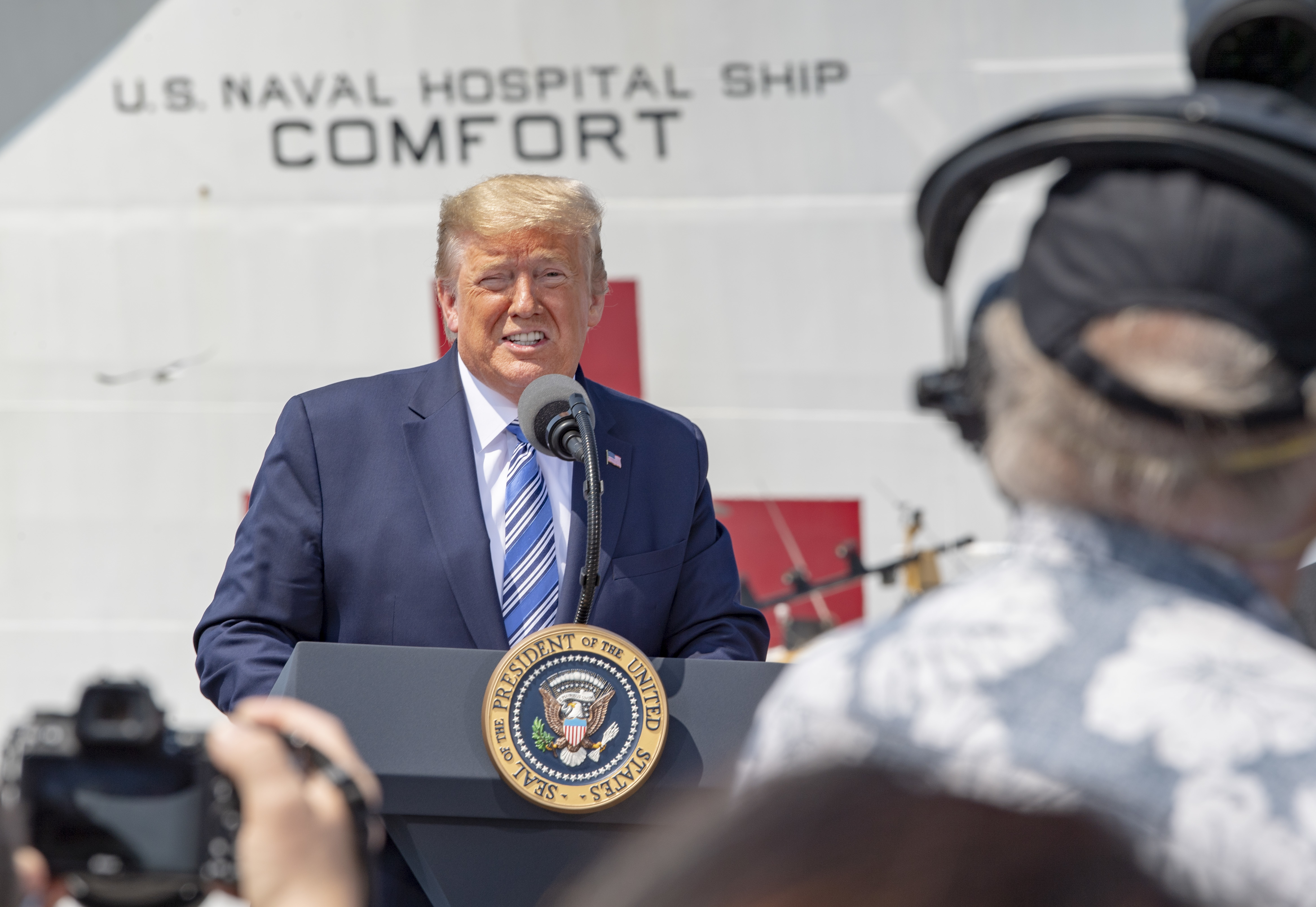
Donald Trump während einer Rede am 28. März 2020 bei seinem Besuch der Naval Station Norfolk und des Krankenhausschiffes USNS Comfort

Regie führten Alex Gibney, Ophelia Harutyunyan und Suzanne Hillinger. „Totally Under Control“ (engl. für „Total unter Kontrolle“), der Titel des Films, bezieht sich auf diese und ähnliche Äußerungen des US-Präsidenten Donald Trump in Bezug auf die Coronavirus-Pandemie ab Februar 2020 in den USA.
Der Film beginnt mit einem Vergleich von Trumps Umgang mit der Pandemie mit dem von Südkorea, wo der erste Fall am selben Tag wie in den USA bekannt wurde. Von hier aus untersucht der Film die Krise aus unzähligen Blickwinkeln, von den Kämpfen der Mediziner bis zum Abbau des von Obama geschaffenen Global Health Security-Teams und den Engpässen bei der Schutzkleidung. So zeigt der Film Trumps unzureichende Reaktion auf COVID und ist als ein Zeugnis für das Missmanagement des Weißen Hauses während der Pandemie zu verstehen.
Am Ende des Films erfährt der Zuschauer kurz vor dem Abspann, dass Trump am Tag nach Fertigstellung des Films positiv auf das Coronavirus getestet wurde.

### Verwendetes Material
In dem gezeigten Archivmaterial kommen aus seinem engen Umfeld zu Wort der Vice President Mike Pence, Trumps Schwiegersohn Jared Kushner, der die White House COVID-19 Supply Chain Task Force leitete, Alex Azar, seit Januar 2018 Gesundheitsminister der Vereinigten Staaten und Chef des Ministeriums für Gesundheitspflege und Soziale Dienste, und Kayleigh McEnany, die seit April 2020 als Pressesprecherin des Weißen Hauses fungiert und, wie auch Trump, selbst an Corona erkrankte.
Des Weiteren verwendet er Kommentare von Trumps Amtsvorgänger Barack Obama und dessen Gesundheitsministerin Kathleen Sebelius, ebenso Archivmaterial von Mitch McConnell, dem Fraktionsvorsitzenden der Republikaner und Mehrheitsführer im Senat, Joseph Patrick Kennedy III, der Massachusetts im Repräsentantenhaus vertritt, und Debbie Dingell, der dortigen Vertreterin des Bundesstaates Michigan. Auch Verwendung finden Äußerungen von Gavin Newsom, Charlie Baker und Andrew Cuomo, die Gouverneure von Kalifornien, Massachusetts und des Bundesstaats New York.
Von Ärzteseite kommen zu Wort der Virologe und CDC Director Robert Redfield, die US-amerikanische Ärztin Deborah Birx, die während der COVID-19-Pandemie in den USA als White House Coronavirus Response Coordinator von Donald Trump fungierte, und der US-amerikanische Immunologe Anthony Fauci.

### Filmmusik und Veröffentlichung
Die Filmmusik komponierten Brian Deming und Peter Nashel.
Im September 2020 erwarb Neon die Vertriebsrechte für den Film. Am 13. Oktober 2020 wurde er als Video-on-Demand und am 20. Oktober 2020 bei Hulu veröffentlicht. Zudem stellte Neon den Film in den Tagen vor der US-Wahl am 3. November 2020 auf seiner Website kostenlos als Stream zur Verfügung.

## Rezeption

### Kritiken

Die Karte zeigt die bestätigten COVID-19-Erkrankten in den USA acht Monate später (27. Oktober 2020)

Der Film konnte bislang 99 Prozent aller Kritiker bei Rotten Tomatoes überzeugen und erhielt hierbei eine durchschnittliche Bewertung von 7,7 der möglichen 10 Punkte. Im IndieWire Critics Poll 2020 landete Totally Under Control auf dem 10. Platz unter den Dokumentarfilmen.
Ian Freer von der Filmzeitschrift Empire schreibt, neben Donald Trumps Eingeständnis gegenüber dem Journalisten Bob Woodward, dass er die ganze Zeit über wusste, wie gefährlich das Virus war, komme Totally Under Control zu einem einfachen, aber deprimierenden Ergebnis: „Die Katastrophe hätte so leicht vermieden werden können.“
Shirley Lee bemerkt in The Atlantic, hätte Totally Under Control all diese Fakten einfach als Ereignisse auf einer Zeitachse dargestellt, wäre der Film eine zwar brutale, aber nur wenig beachtete Geschichtsstunde geworden, doch er mache durch einen Vergleich des Verhaltens der USA mit dem von Südkorea den Misserfolg in seiner ganzen Größe deutlich. In diesen beiden Länder der „Ersten Welt“ seien die ersten Fälle am selben Tag im Januar 2020 bekannt geworden, doch nur einem sei es gelungen, Stillstände und einen wirtschaftlichen freien Fall zu vermeiden, was „traurig mitanzusehen“ war, da die USA den Weg für medizinische Fortschritte geebnet hatten, einschließlich der Erfindung der N95-Gesichtsmaske in den 1990er Jahren, wie Lee den südkoreanischen Arzt und ehemaligen Präsidenten der Weltbank Jim Yong Kim zitiert.
Kevin Lee von Film Inquiry schreibt, Gibneys dringlicher Dokumentarfilm beweise, dass der Druck, der von der US-Politik ausgeübt wird, die Arbeit im Gesundheitswesen ersticke und damit der Menschen, die tatsächlich jeden Tag darum kämpfen, Leben zu retten. Letztendlich seien es die US-Amerikaner, die dafür bezahlen.

### Auszeichnungen
Critics’ Choice Documentary Awards 2020
- Auszeichnung in der Kategorie Most Compelling Living Subject of a Documentary (Rick Bright)
- Nominierung für den Besten Schnitt (Lindy Jankura und Alex Keipper)
- Nominierung für die Beste Filmmusik
- Nominierung in der Kategorie Best Narration
- Nominierung als Beste Politdokumentation[16][17]

Writers Guild of America Awards 2021
- Nominierung für das Beste Drehbuch für einen Dokumentarfilm (Alex Gibney)[18]